# Saint-Martial (Gard)
Saint-Martial es una comuna francesa situada en el departamento de Gard, en la región de Occitania.

## Demografía
| 246 | 223 | 201 | 171 | 188 | 156 | 183 |
| Para los censos de 1962 a 1999 la población legal corresponde a la población sin duplicidades (Fuente: INSEE [Consultar]) |     |     |     |     |     |     |